# Torre en Cameros
Torre en Cameros ist ein Ort und eine zur bevölkerungsarmen Serranía Celtibérica gehörende Gemeinde (municipio) mit nur noch 8 Einwohnern (Stand: 2024) in der Autonomen Gemeinschaft La Rioja im Norden Spaniens.

## Lage und Klima
Der Ort Torre en Cameros liegt in einem Seitental des Río Leza knapp 47 km (Fahrtstrecke) südlich der Provinzhauptstadt Logroño in einer Höhe von ca. 1125 m. Soria, die Hauptstadt der südlich an die Rioja angrenzenden altkastilischen Provinz, befindet sich ca. 74 km südlich. Das Klima ist gemäßigt bis warm; Regen (ca. 675 mm/Jahr) fällt hauptsächlich im Winterhalbjahr.

## Bevölkerungsentwicklung
| Jahr      | 1857 | 1900 | 1950 | 2000 | 2018 |
| Einwohner | 221  | 221  | 166  | 14   | 10   |

Infolge der Mechanisierung der Landwirtschaft, der Aufgabe bäuerlicher Kleinbetriebe und des daraus resultierenden geringeren Arbeitskräftebedarfs ist die Einwohnerzahl des Bergorts seit der Mitte des 19. Jahrhunderts deutlich zurückgegangen (Landflucht).

## Wirtschaft
Die Gemeinde war jahrhundertelang zum Zweck der Selbstversorgung landwirtschaftlich orientiert, wobei die Viehwirtschaft (Milch, Käse, Fleisch) im Vordergrund stand; aus der Schafwolle wurden Weberzeugnisse hergestellt, die auch getauscht oder verkauft werden konnten. Heute werden vor allem im Sommerhalbjahr Ferienwohnungen (casas rurales) vermietet.

## Geschichte
Keltiberische, römische, westgotische und selbst islamisch-maurische Siedlungsspuren wurden auf dem Gemeindegebiet nicht entdeckt. Das hochgelegene Gebiet diente jahrhundertelang als Sommerweide für Schafe und Ziegen. Eine militärische Rückeroberung (reconquista) durch die Christen fand wohl nicht statt, doch wurde der Platz im Rahmen der Repoblación allmählich besiedelt. Seit etwa 1040 gehörte die Gegend zur von García Sánchez III. von Navarra geschaffenen Grundherrschaft (señorio) der Tierra de Cameros. Im Mittelalter war die Region zeitweise zwischen den Königreichen Kastilien und Navarra umstritten. Im Jahr 1366 gab der proklamierte kastilische König Heinrich von Trastamara das Gebiet der Cameros an seinen Getreuen Juan Ramírez de Arellano, dem späteren Grafen von Aguilar, dessen Nachfahren lange Zeit die Grundherrschaft ausübten. Nach der Abschaffung der Grundherrschaften im Jahr 1811 gehörte sie zur Provinz Soria und kam erst im Jahr 1833 zur neugeschaffenen Provinz Logroño, aus der später die Region La Rioja hervorging.
Als letzter Ort im Gebiet der Cameros wurde Torre im Jahr 2006 an das öffentliche Stromnetz angeschlossen.

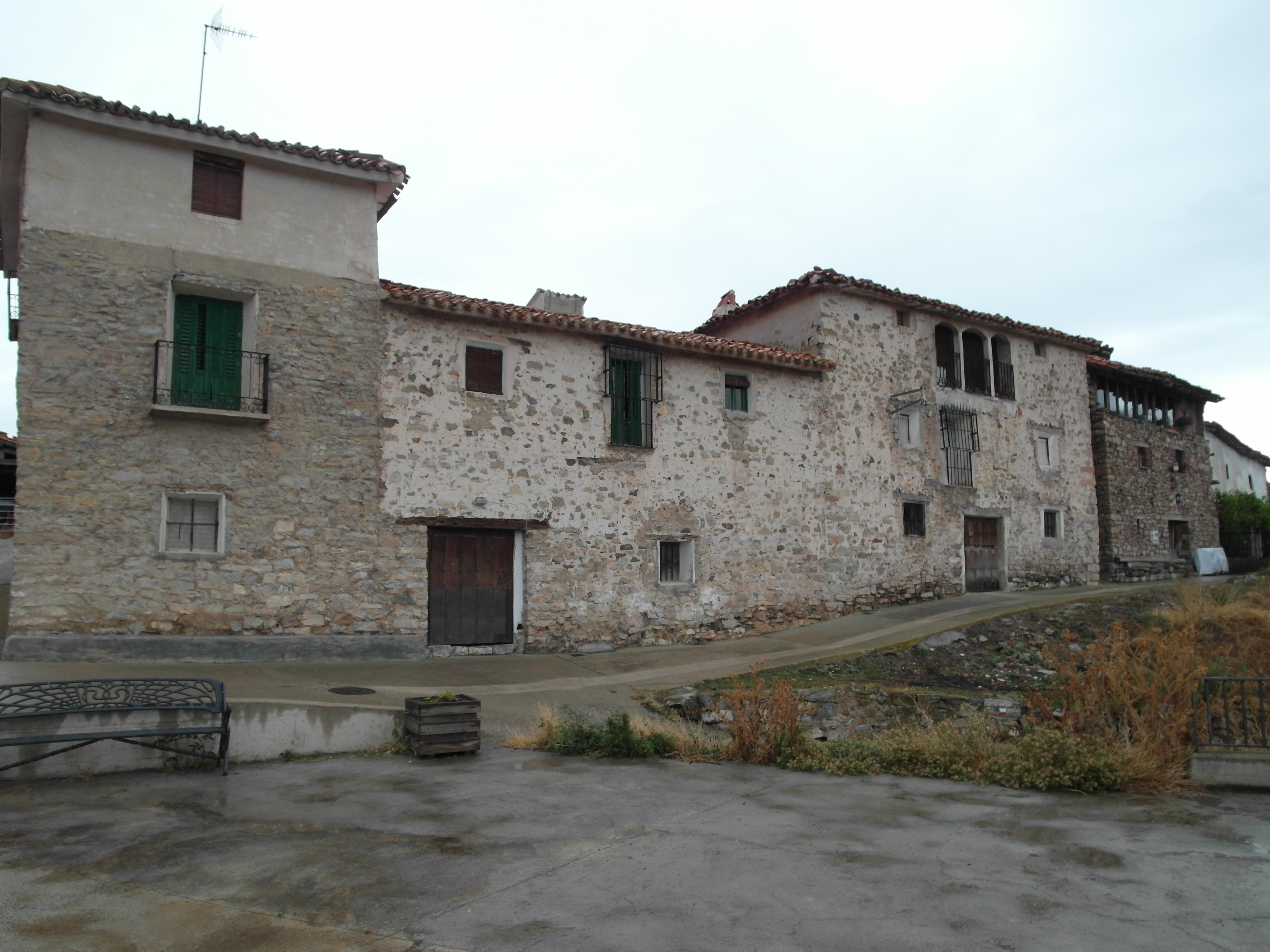
Restaurierte Häuserfront

## Sehenswürdigkeiten
- Teile des Ortes sind dem Verfall anheimgegeben; einige Bruchsteinhäuser im Zentrum wurden von Privatleuten restauriert.
- Die im 16. Jahrhundert entstandene einschiffige Iglesia de San Martín hat eine polygonal gebrochene Apsis; der Glockenturm (campanario) hat ein steinernes Pyramidendach.